# Oca domèstica
L'oca domèstica és una oca que els humans han domesticat i criat per a la carn, els ous o les plomes, així com a animal de companyia. Les oques domèstiques s'han obtingut mitjançant la cria selectiva de l'oca salvatge (Anser anser domesticus) i de l'oca cigne (Anser cygnoides domesticus).

## Orígens
A Europa, al nord d'Àfrica i a l'oest d'Àsia, les oques domesticades originals deriven de l'oca grisa (Anser anser). A l'Àsia oriental les oques domesticades originals deriven de l'oca cigne ( Anser cygnoides ), conegudes comunament com a oques xineses. Totes dues espècies s'han introduït àmpliament no fa gaire temps i els ramats moderns d'ambdues zones (i d'altres llocs, com Austràlia i Amèrica del Nord) solen consistir en individus d'aquestes dues espècies o d'híbrids entre elles. Les oques cigne es poden distingir fàcilment de les oques europees per la gran barbeta a la base del bec, tot i que els híbrids poden presentar tots els graus de variació entre les dues espècies.
Charles Darwin va comentar a The Variation of Animals and Plants Under Domestication que la domesticació de les oques és molt antiga. Hi ha proves arqueològiques d'oques domesticades a Egipte de fa més de 4.000 anys. S'ha proposat que les oques van ser domesticades al voltant de l'any 3000 aC al sud-est d'Europa, possiblement a Grècia, però les proves més fiables de l'existència d'oques domèstiques provenen de l'Odissea, d'un període molt posterior (del segle VIII aC).
Un altre lloc de domesticació potencial es troba a Egipte durant l'⁣Imperi Antic (2686-1991 aC) i es basa en l'evidència iconogràfica de l'explotació d'oques, però s'ha considerat menys probable aquest escenari de la domesticació original. Els antics mesopotàmics també criaven oques per menjar i pels sacrificis i van quedar representades a l'art mesopotàmic des del primer període dinàstic (2900-2350 aC) en endavant.
El cert és que les oques estaven completament domesticades ja a l'⁣època del Nou Imperi a Egipte (1552-1151 aC) i contemporàniament a Europa. En l'època dels romans, al segle I aC, era habitual la cria d'oques de diverses varietats. Les proves arqueològiques de la presència de l'oca domèstica al nord d'Europa indiquen que probablement es va introduir a Escandinàvia durant la primera edat del ferro (400 aC–550 dC).
A l'⁣Edat Mitjana, la ramaderia d'oques es trobava en el seu apogeu amb grans ramats que pasturaven els pagesos.

## Característiques
Les oques domèstiques s'han criat seleccionant aquelles de mida grossa, així hi ha algunes races que pesen fins a 10 kg, molt de pes si el comparem amb el màxim de 3,5 kg per a l'oca cigne salvatge i 4,1 kg per a l'oca  comuna. Això afecta la seva estructura corporal; mentre que les oques salvatges tenen una postura horitzontal i una part posterior esvelta, les oques domesticades tenen grans dipòsits de greix cap a l'extrem de la cua, provocant una part posterior grassa i forçant l'ocell a tenir una postura més dreta. Tot i que el seu gran pes els afecta la capacitat de volar, la majoria de races d'oques domèstiques són capaces de volar.
Les oques també han estat fermament seleccionades per la seva fecunditat, amb femelles que ponen fins a 500 ous per any, en comparació amb els 5 a 12 ous d'una oca salvatge.
Com que la majoria de les oques domèstiques presenten poc dimorfisme sexual, la distinció del sexe es basa principalment en les característiques físiques i el comportament. Els mascles solen ser més alts i grossos que les femelles, i tenen el coll més llarg i gruixut. A més, els mascles es poden distingir pel comportament protector que mostren envers els companys i la descendència: el mascle normalment s'interposarà entre la seva parella i qualsevol amenaça percebuda.
Els canvis en el plomatge són variables; s'han seleccionat els individus  que han perdut els tons marrons foscos de l'ocell salvatge. El resultat és un animal tacat o completament cobert de plomes blanques. Altres oques conserven el plomatge semblant al natural; algunes, com l'oca de Tolosa, tenen el plomatge gris gairebé idèntic al natural  i només es diferencien en l'estructura i la mida. Sovint es prefereixen les oques blanques, ja que llueixen millor tant desplomades com vestides, amb les plomes petites que els queden menys visibles. Des de l'època dels romans, les oques blanques han tingut una gran estima.
Les oques produeixen grans ous comestibles d'un pes entre 120 i 170 g. Es poden utilitzar per cuinar igual que els ous de gallina, encara que tenen proporcionalment més rovell, i això els dona, un cop cuinats,  una consistència una mica més densa. El gust és molt semblant al d'un ou de gallina, però més fort de gust.
Igual que els seus avantpassats salvatges, les oques domèstiques són molt protectores amb la descendència i els altres membres del ramat. L'oc normalment se situa entre qualsevol amenaça percebuda i la seva família. Les oques poden contribuir a la seguretat d'una propietat gràcies a la seva naturalesa altament agressiva, al crit estrident i a la sensibilitat als moviments inusuals.  A finals de la dècada de 1950 al Vietnam del Sud, la Força Aèria del Vietnam del Sud va utilitzar estols d'oques per protegir els seus avions estacionats a la nit a causa dels crits que feien als intrusos.
Com que les oques domèstiques descendents de l'oca comuna són efectivament la mateixa espècie que el seu avantpassat salvatge (és una subespècie formada a través de la domesticació), els individus escapats es reprodueixen fàcilment amb poblacions salvatges, la qual cosa fa que la descendència de vegades s'assembli a un dels seus pares o tingui un plomatge mixt  amb dibuixos de plomes grises i blanques i becs taronges.

Durant la pandèmia de COVID-19 es van utilitzar unes 500 oques per complementar els gossos, drons i humans que patrullaven la frontera de 533 km entre Chongzuo i Vietnam per la seva tendència a fer cridòria quan s'hi acostaven els desconeguts. Un funcionari va comentar que les oques, l'aviram més comú de la regió, són sensibles als sons i de vegades poden ser més agressives que els gossos.

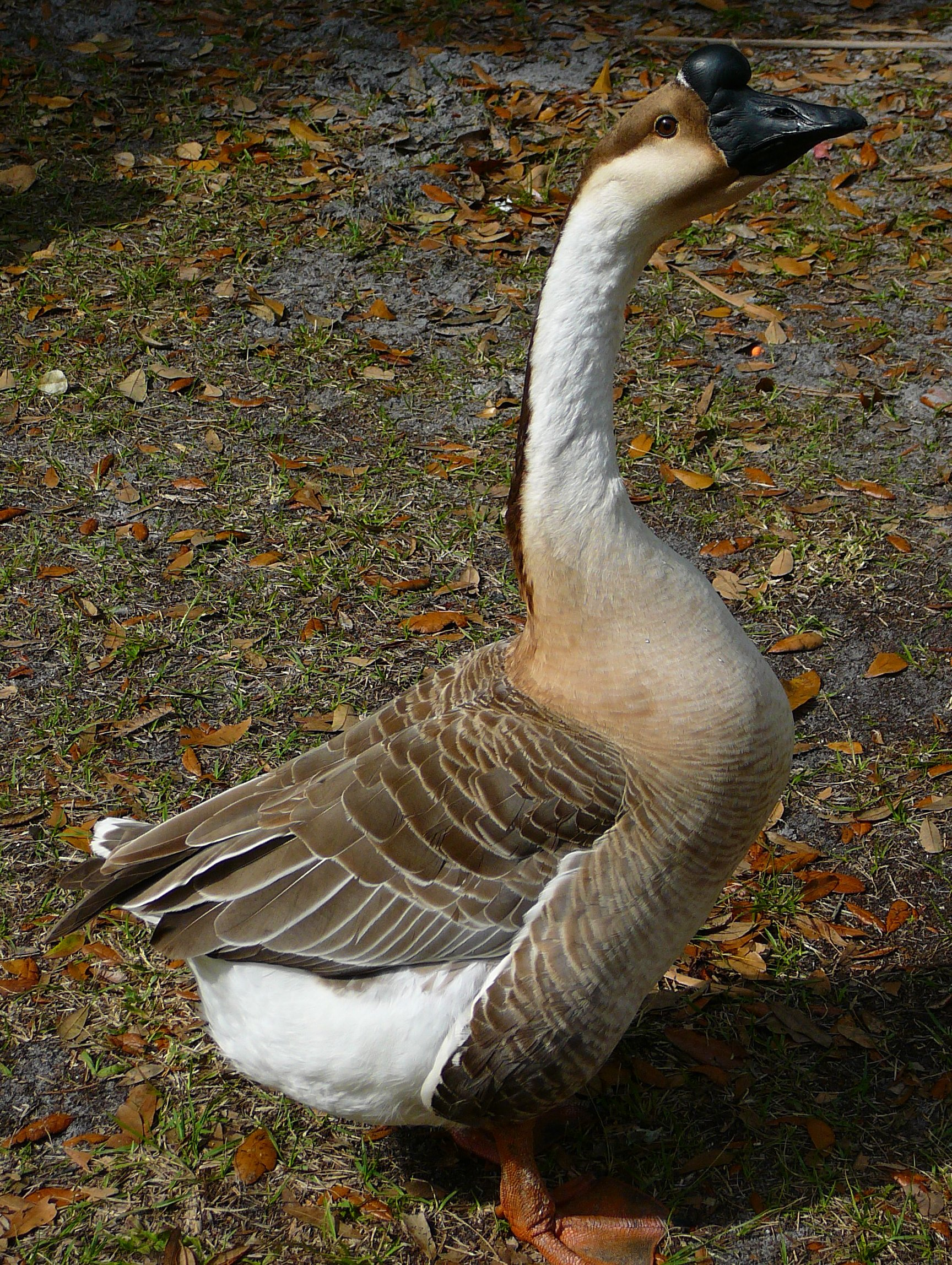
Oca cigne domèstica: postura erecta i part posterior grossa
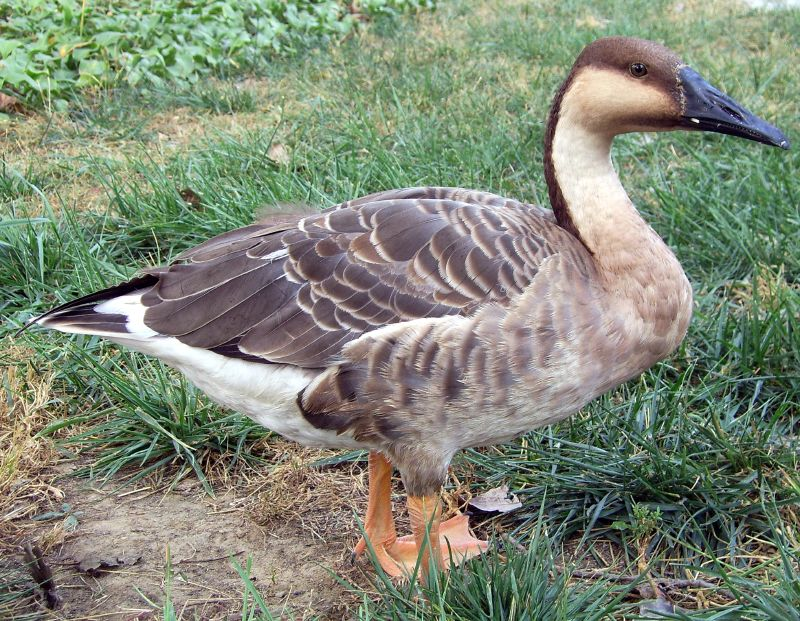
Oca cigne salvatge: postura horitzontal i part posterior esvelta

## Usos culinaris
Les oques són importants en diverses tradicions culinàries. Se n'utilitzen la carn, el fetge i altres òrgans, el greix, la pell, la sang i els ous.

## Les oques en la ficció i el mite
A la mitologia grega, quan Afrodita va arribar a terra per primera vegada, va ser rebuda per les Càrites (les "Gràcies" romanes) que tenien un carro tirat per oques.
En la tradició anglesa i francesa hi ha els Contes de la Mare Oca que recull contes tradicionals explicats a la vora del foc.
Titus Livi va dir que les oques del temple de Juno al turó Capitolí havien salvat Roma dels gals cap al 390 aC quan van ser despertades per un atac nocturn. La història pot ser un intent d'explicar l'origen del ramat sagrat d'oques a Roma.